# サンバレー会議
サンバレー会議（サンバレーかいぎ、英語：Sun Valley Conference, Sun Valley Meeting, Allen & Company Sun Valley Conference）は、1983年から毎年夏季に一回、アメリカ合衆国・アイダホ州サンバレーという地域でテクノロジー企業、メディア関係企業の代表が30人ほど集まり、富裕層間の人脈作り、IT関連の主要な話題を主なテーマに非公開で討議する会議。
会議は、投資銀行の「Allen & Company」が主催している。

## 参加者
この会議の参加者は、米国のテクノロジー関係企業、メディア関連企業のCEOが多く見られる。
Microsoft共同創業者、ビル&メリンダ・ゲイツ財団代表のビル・ゲイツ、Google創業者ラリー・ペイジ、セルゲイ・ブリン、AppleCEOティム・クック、Facebook創業者マーク・ザッカーバーグ、Amazon創業者ジェフ・ベゾス、LinkedInの共同創設者リード・ギャレット・ホフマン、そのほかディズニーやワシントン・ポストのCEOも出席している。